# Gulzhigit Alykulov
Pour les articles homonymes, voir Alykulov.
Gulzhigit Zhanybekovich Alykulov (en kirghize : Гүлжигит Жаныбекович Алыкулов) est un footballeur international kirghiz né le 25 novembre 2000 à Bichkek. Il évolue au poste d'ailier gauche au FK Torpedo Moscou.

## Biographie

### Carrière en club
Gulzhigit Alykulov est formé dans un premier temps dans sa ville natale de Bichkek, intégrant notamment le centre de formation du Dordoi Bichkek à partir de 2011 avant de rejoindre celui de l'équipe turque d'Antalyaspor au cours de l'année 2017. Rentrant par la suite au Kirghizistan, il intègre en 2018 l'équipe première du FK Karabalta avec qui il fait ses débuts en championnat à l'âge de 17 ans et inscrit sept buts en dix-huit rencontres lors de la première partie de saison. Il est ensuite transféré durant l'été à l'Alga Bichkek où il termine l'année.
Il quitte une nouvelle fois le pays en début d'année 2019 pour rallier cette fois la Biélorussie et le Nioman Hrodna. Gagnant progressivement une place de titulaire au fil de la saison, il se démarque comme l'un des joueurs les plus en vue de l'équipe, notamment en raison de sa grande capacité de dribble,. Il dispute en tout 23 matchs en championnat pour quatre buts marqués, étant élu footballeur kirghiz de l'année 2019 en fin de saison.
Après un an en Biélorussie, Alykulov quitte le Nioman en début d'année 2020 pour rejoindre le club kazakh du Kaïrat Almaty. Il effectue sous ces couleurs ses débuts dans les compétitions européennes en prenant part aux éliminatoires de la Ligue Europa où il joue deux matchs au cours de l'été, pour un but marqué lors de la victoire face au FC Noah. Il contribue également au sacre des siens en championnat à la fin de l'année.

### Carrière internationale
Gulzhigit Alykulov est appelé pour la première fois au sein de la sélection kirghize par Aleksandr Krestinine au mois de juin 2019, et connaît sa première sélection le 11 juin lors d'un match amical contre la Palestine. Il dispute son premier match de compétition le 10 octobre de la même année face à la Birmanie dans le cadre des éliminatoires de la Coupe du monde 2022, marquant son premier but lors de la large victoire des siens 7-0. Il enchaîne cinq jours plus tard contre la Mongolie lors d'une nouvelle victoire 2-1.

## Statistiques
| Saison                | Club                  | Championnat           | Championnat | Championnat | Coupe(s) nationale(s) | Coupe(s) nationale(s) | Compétition(s) continentale(s) | Compétition(s) continentale(s) | Compétition(s) continentale(s) | Total | Total |
| Saison                | Club                  | Division              | M.          | B.          | M.                    | B.                    | Comp.                          | M.                             | B.                             | M.    | B.    |
| 2018                  | FK Karabalta          | D1                    | 18          | 7           | -                     | -                     | -                              | -                              | -                              | 18    | 7     |
| 2018                  | Alga Bichkek          | D1                    | 10          | 1           | -                     | -                     | -                              | -                              | -                              | 10    | 1     |
| 2019                  | Nioman Hrodna         | D1                    | 23          | 4           | 1                     | 0                     | -                              | -                              | -                              | 24    | 4     |
| 2020                  | Kaïrat Almaty         | D1                    | 18          | 1           | -                     | -                     | C3                             | 2                              | 1                              | 20    | 2     |
| 2021                  | Kaïrat Almaty         | D1                    | 23          | 4           | 11                    | 2                     | C1+C3+C4                       | 4+2+6                          | 0                              | 46    | 6     |
| Total sur la carrière | Total sur la carrière | Total sur la carrière | 92          | 17          | 12                    | 2                     | -                              | 14                             | 1                              | 118   | 20    |

## Palmarès
Kaïrat Almaty
- Champion du Kazakhstan en 2020.
- Vainqueur de la Coupe du Kazakhstan en 2021.